# Eupithecia tesserata
Eupithecia tesserata là một loài bướm đêm trong họ Geometridae.